# Yo-Yo (rapper)
Yo-Yo, pseudonimo di Yolanda Whitaker (Los Angeles, 4 agosto 1971), è una rapper e attrice statunitense.
Scoperta dal rapper Ice Cube e artista impegnata, ha spesso denunciato il sessismo nell'industria dell'hip hop e ha sostenuto l'emancipazione delle donne.

## Biografia

### Gioventù e formazione
Yo-Yo è cresciuta nel centro-sud di Los Angeles, allevata con i suoi sette fratelli da sua madre, agente di sicurezza scolastica. Ha completato i suoi studi liceali presso la Washington Preparatory High School di Westmont, nella contea di Los Angeles.

### Carriera musicale
Fu nel 1990 che Yo-Yo fece la sua prima apparizione, nel titolo It's a Man's World, tratto dall'album AmeriKKKa's Most Wanted di Ice Cube. Il rapper ricambiò la comparsa in You Can't Play with My Yo-Yo, una traccia presente nel primo album in studio di Yo-Yo, Make Way for the Motherlode, pubblicato nel 1991.
Pubblicò il suo secondo album, Black Pearl, nel 1992, ben accolto dalla critica, in particolare per i messaggi positivi che trasmette, in contrasto con gli argomenti solitamente trattati dal gangsta rap. Ma nonostante la presenza di rinomati produttori (Sir Jinx, DJ Pooh, DJ Muggs), Black Pearl non riscosse molto successo di pubblico e le vendite furono molto deludenti. Un anno dopo, Yo-Yo pubblicò il suo terzo album, You Better Ask Somebody. Il pezzo che chiude il disco è un duetto con Ice Cube dal titolo The Bonnie and Clyde Theme. Nel 1996 la rapper pubblicò Total Control. Il successivo album, Ebony, fu pubblicato nel 1998.
Nel 2008 il singolo Can not Play With My Yo-Yo fu inserito alla 92ª posizione delle "100 migliori canzoni hip-hop" secondo il canale televisivo VH1. Lo stesso anno Yo-Yo si esibì in un medley insieme a MC Lyte, The Lady of Rage e alle Salt-N-Pepa ai BET Hip Hop Awards. Nel 2009 Yo-Yo ha lavorato a un EP intitolato My Journey to Fearless: The Black Butterfly che avrebbe dovuto segnare il suo ritorno dopo tredici anni di assenza. Venne pubblicato un primo singolo, Give it t'um, ma l'EP non fu poi pubblicato.

### Carriera audiovisiva
La sua carriera nel cinema come in televisione si limita a comparse o ai piccoli ruoli fugaci.
Nel 1991 ha fatto brevi apparizioni nel film Boyz N the Hood, nel 1993 in Nella giungla di cemento e in Poliziotti per caso di Ted Demme.
Interpreta il ruolo di Keylolo in quattro episodi della serie Martin, dal 1992 al 1997, ed è presente in un episodio di New York Undercover nel 1995.
È anche l'autrice del doppiaggio di Kendl Johnson nel videogioco Grand Theft Auto: San Andreas.

### Altre attività
Fin dai 16 anni di età, Yo-Yo denuncia il machismo e non usa mezzi termini per ridicolizzare i "machos".
Nel 2011 la rapper ha dato vita, nei locali della Highland Park Renaissance Academy, alla Yo-Yo's School of Hip-Hop, un programma per giovani la cui vocazione è quella di utilizzare l'arte per educare i bambini dai 7 ai 17 anni.
Nel 2013 è entrata a far parte delle Hip Hop Sisters, una fondazione creata dalla dottoressa Felicia Shaw, dalla dottoressa Lynn Richardson, e da MC Lyte, e in cui troviamo altri artisti (Cheryl "Salt" James, Russell Simmons, Malcolm-Jamal Warner, Ledisi, Melanie Fiona, Jada Pinkett Smith, Kelly Price, Faith Evans), che promuove donne di diverse origini etniche in una grande varietà di campi.

### Vita privata
Yo-Yo ha due figlie, Tiffany e Sanai. È sposata dal 2013 con Deandre Windom, sindaco di Highland Park, un comune completamento circondato dalla città di Detroit.

## Discografia
- 1991 – Make Way for the Motherlode (East West Records)
- 1992 – Black Pearl (East West Records)
- 1993 – You Better Ask Somebody (East West Records)
- 1996 – Total Control (East West Records)
- 1998 – Ebony